# 卡拉塔尼亚索尔
卡拉塔尼亚索尔，是西班牙卡斯蒂利亚-莱昂索里亚省的一个市镇。总面积65平方公里，总人口61人（2001年），人口密度1人/平方公里。